# Thalassodes scrutata
Thalassodes scrutata är en fjärilsart som beskrevs av Claude Herbulot 1972. Thalassodes scrutata ingår i släktet Thalassodes och familjen mätare. Inga underarter finns listade i Catalogue of Life.